# Jacques Largouët
Jacques Largouët, né le 8 septembre 1945 à Tourlaville (Manche), est un footballeur professionnel français.

## Carrière
Formé à l'AS Tourlaville, Jacques Largouet fait ses débuts à l'AS Cherbourg, le grand club voisin, en 1963, à 18 ans. Repéré pour ses performances en Division 2, il est sélectionné en équipe de France junior en 1964. Il joue au poste de défenseur, où il est décrit comme puissant et généreux. Il quitte Cherbourg en 1965 pour les Girondins de Bordeaux, un club de Division 1, mais où il ne joue pas. Il signe l'année suivante au FC Rouen, où il fait ses débuts en Division 1 et réalise quatre saisons pleines, puis évolue au FC Sochaux de 1970 à 1973. Il revient aux Girondins de Bordeaux (1973-1976), avant de terminer sa carrière de joueur avec un contrat « promotionnel » au SM Caen (1976-1978). 
Jacques Largouet devient entraîneur de l'AS Cherbourg en 1978, alors que le club - qui a déposé le bilan entre-temps - vient d'être promu en Division 4. En 1985, son équipe est promu en D3. Après un aller-retour en D4 en 1988-1989, il quitte ses fonctions d'entraîneur. Il revient en 1992-1993 et assure le maintien du club au 3e échelon du football français (la D3 devient National 1). Après la relégation du club l'année suivante, il reprend du service, ramène l'équipe en National 1 mais quitte définitivement ses fonctions après la relégation de 1997. Il devient alors directeur sportif du club. Il reste en poste jusqu'en novembre 2011, quand il démissionne à la suite d'un différend avec le nouveau manager général Philippe Goursat.

## Statistiques
Il compte au total 297 matchs de première division (6 buts).